# 菅野久夫
菅野 久夫（かんの ひさお、1954年7月13日 - ）は、福島県出身の俳優。サイアン所属。身長162cm。特技はジョギング、溶接。

## 出演

### 映画
- 死びとの恋わずらい（2000年）
- プッシーキャット大作戦（2004年） - 小男 役
- パッチギ! LOVE&PEACE（2007年）
- 市民ポリス69（2011年）
- カイジ2 人生奪回ゲーム（2011年）
- あなたの娘が何をしているのか知っていますか?（2014年） - 主演[1]
- ディアーディアー（2015年）
- 残穢 -住んではいけない部屋-（2016年） - 小井戸泰志 役
- 断食芸人（2016年）
- 体操しようよ（2018年） - 町田武 役

### テレビドラマ
- HeartBeat 第10話（2000年）
- TRICK2 第6話・第7話（2002年） - 江戸っ子組長の手下 役
- 稲川淳二の怪奇ファイル（2002年） - タクシーの運転手 役
- 心霊探偵八雲 第2話（2006年）
- プリマダム 第3話（2006年）
- クロサギ 第10話（2006年）
- イヌゴエ 第9話（2006年）
- 華麗なる一族 第1 - 3話（2007年）
- 月曜ゴールデン 警視庁南平班〜七人の刑事〜（2009年） - 目撃者 役
- 嵐がくれたもの（2009年）
- 花嫁のれん
  - 第2シリーズ 第25話（2011年） - 大越 役
  - 第3シリーズ 第1・60話（2014年）
  - 第4シリーズ 第27話（2015年） - 島田 役
- 悪霊病棟 第3・8話（2013年）
- 天国の恋 第42話（2013年）
- 大使閣下の料理人（2015年） - ロック（ベトナム元首相） 役
- 刑事7人 第1話（2016年） - 黒田教授 役
- HOPE〜期待ゼロの新入社員〜（2016年） - 松原章雄 役（準レギュラー）[1]
- 相棒
  - season15 第6話（2016年） - 笹本悦治 役
  - season20 第8話（2021年） - 吉澤秀夫 役
  - season22 第6話（2023年11月22日）[4]
- 監察医 朝顔 第5話（2019年） - 中島修三 役
- 仮面ライダーゼロワン 第12話（2019年） - 刑事 役
- 悪魔の弁護人・御子柴礼司 〜贖罪の奏鳴曲〜 第3話・第5話（2019年、2020年） - 久仁村兵吾 役
- ルパンの娘 第二シーズン（2020年） - 佐伯重則 役
- ハコヅメ～たたかう!交番女子～ 第6話（2021年） - 免許証更新希望の老人 役
- ザ・トラベルナース（2022年） - 八田宗則 役
- ハヤブサ消防団 第8話（2023年9月7日、テレビ朝日） - 雑貨店店主 役[4]
- Sugar Sugar Honey 第2話・最終話（2024年2月12日・3月25日、TOKYO MX）[4]
- 街並み照らすヤツら 第3話（2024年5月11日、日本テレビ） - みつ豆屋のおじいさん 役[4]
- ダブルチート 偽りの警官 Season1 第4話（2024年5月17日、テレビ東京・WOWOW） - 永代供養詐欺のターゲット 役[4]
- ビリオン×スクール 第7話（2024年8月16日、フジテレビ） - 彦丸 役[5]
- PJ 〜航空救難団〜 第6話（2025年5月29日、テレビ朝日） - 被災者 役[6]

### テレビ番組
- お笑い芸人どっきり王座決定戦スペシャル（2009年） - 仕掛け人 役

### ビデオ
- 制服白書シリーズ1 M病棟恥辱の開脚台（1996年）
- からん 花嫁は冷たい瞳（2000年）
- 夜光蟲2（2000年）
- 暴力商売 金融餓狼伝（2001年）
- 麻雀飛龍伝説 天牌 -TENPAI-（2001年）
- 女衒 〜ぜげん〜 荷物たちの卒業（2004年）
- 真・雀鬼17 魂を受け継ぐ者（2004年）
- くりいむレモン またの日の亜美（2006年）
- 遺物 Vol.2『呪いのエレベーター』（2009年）
- 極道天下布武1・4・5（2017年） - 室八連合会本部長 六田組組長 六田定則
- 日本統一25・33・34（2017年・2019年） - 民衆党幹事長 樋口敬造

### 舞台
- マクベス
- トレッサー
- ハムレット
- マイ・ホーム・レス（2003年）
- 阪神・淡路大震災（2004年）
- 気をすく!（2004年）
- マイ・ホーム・レス2（2005年）
- 結婚申込み（2005年）
- 千里眼の女（2007年）
- マイ・ホーム・レス3（2007年）
- マイ・ホーム・レス（2008年）
- 泥棒村（2008年）
- 幕末・明治 高橋お伝（2008年）
- 安楽兵舎（2009年）
- 長い長い夢のあとに -ヘンリー五世の青春-（2012年）
- オールドリフレイン（2014年）

### CM
- KDDI（2001年）
- ソニー・コンピュータエンタテインメント PS one（2001年）
- 国土庁（2002年）
- モランボン（2008年）
- サントリー 金麦（2011年）

### Web
- 予告犯 Web CM（2015年）